# Kamov Ka-52

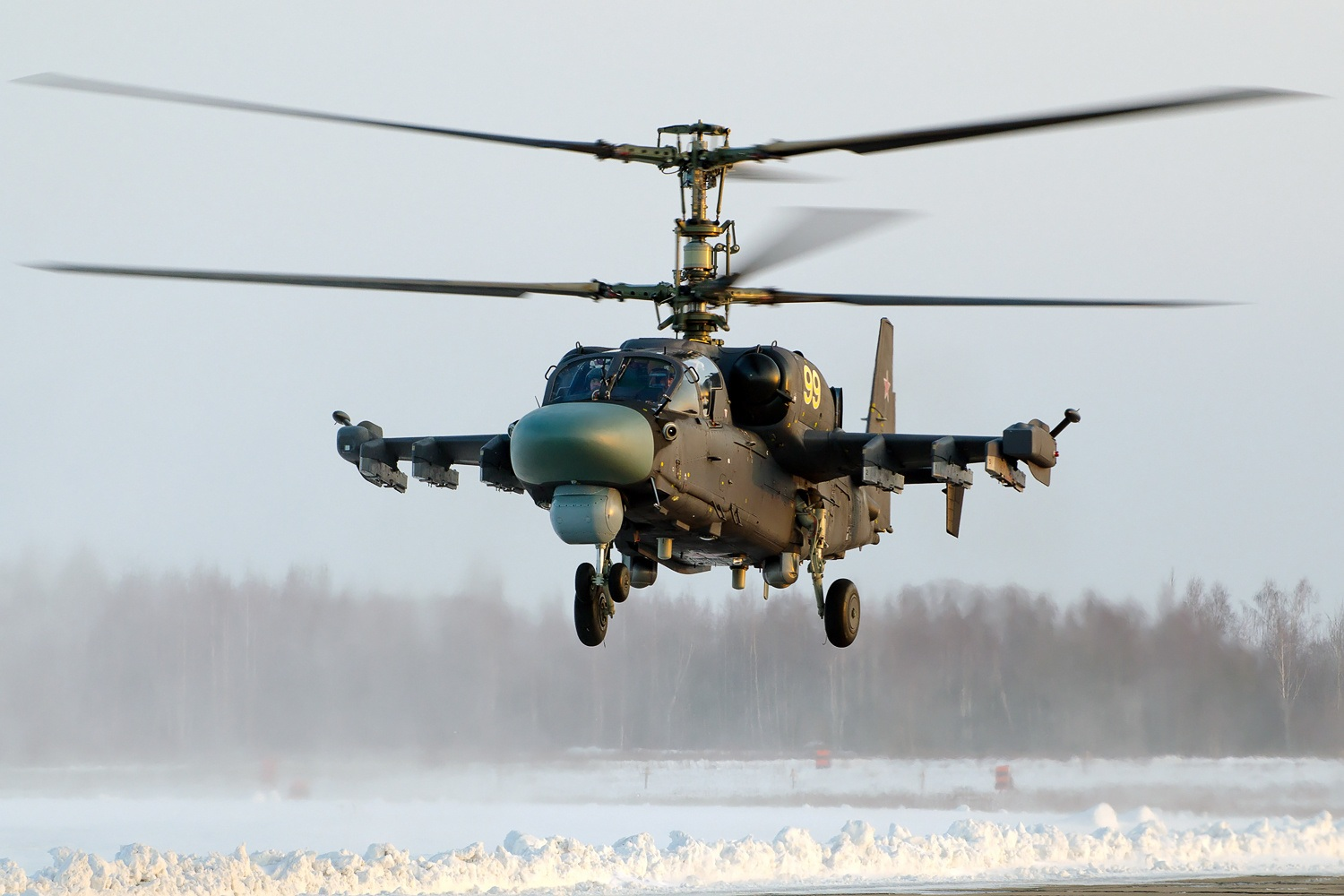
Kamov Ka-52

Kamov Ka-52 „Aligator” (denumire NATO: Hokum B) este un elicopter de recunoaștere și atac produs în Uniunea sovietică / Federația Rusă de compania Kamov.

## Descriere
- Statut: FA ruse au în dotare puține elicoptere de acest tip însă exista un contract de achiziționare în derulare;
- Utilizator: Federatia Rusă, Irak;
- Număr construit: 5 prototipuri + 35 varianta de serie (în anul 2011);
- Cost per unitate: aproximativ 16 milioane dolari;
- Variante:
  - Kamov Ka-50-2 "Erdogan" versiune cu cockpit cu două locuri în tandem;
  - Kamov Ka-52 "Alligator": versiune cu cockpit cu două locuri alăturate.

## Caracteristici
- Echipaj: doi;
- Lungime: 16,0 m;
- Diametru rotor 14,5 m;
- Înălțime: 4,93 m;
- Greutate gol: 7700 kg;
- Greutate încărcat: 10.400 kg;
- Greutatea maximă la decolare: 10800 kg;
- Motor: 2 turbine Klimov TV3-117VK, 2.200 Cp fiecare;

## Performanțe
- Viteză maximă în picaj: 350 km/h;
- Viteză maximă de zbor: 315 km/h;
- Viteză de croazieră: 270 km/h;
- Rază de acțiune: : 545 km doar cu rezervorul principal, 1160 km cu 4 rezervoare exterioare;
- Plafon de zbor: 5500 m;
- Viteză ascensională: 10 m/s;
- Raport putere/greutate: 0,33 kW/kg;

## Armament
- - 1 tun automat mobil cal. 30 mm Shipunov 2A42 tun (460 proiectile total, încărcare duală cu proiectile perforante sau explozive;
  - Grinzi de acroșare: 4 cu o capacitate de 2,000 kg pe care se pot acroșa: 
    - Rachete neghidate: 80 rachete S-8, cal. 80 mm și 20 rachete neghidate S-13, cal 122 mm;
    - Rachete ghidate: 2 containere APU-6 ce conțin 12 rachete antitanc 9K121 "Vikhr", rachete aer-aer Vympel R-73 (NATO: AA-11 Archer), rachete aer-sol Kh-25 ghidate prin laser semi-activ;
    - Bombe: 4 bombe de 250 kg sau 2 bombe de 500 kg;
    - Altele: rezervoare suplimentare, două lansatoare de rachete Igla pentru rachete aer-aer, sisteme de contramăsuri electronice, două containere conținând capcane termice și antiradar, 4 sisteme de dispersare UV-26 ce pot lansa fiecare câte 512 capcane antiradar / infraroșu.